# Piacenza Calcio 1982-1983
Questa pagina raccoglie le informazioni riguardanti il Piacenza Calcio nelle competizioni ufficiali della stagione 1982-1983.

## Stagione
Nella stagione 1982-83 il Piacenza ha disputato il girone A del campionato di Serie C1. Con 32 punti ha ottenuto il quindicesimo posto in classifica e non ha potuto evitare la retrocessione in Serie C2 con Mestre, Pro Patria e Forlì più staccate. Il torneo è stato vinto dalla Triestina con 47 punti davanti al Padova con punti 43, entrambe promosse in Serie B.
La stagione piacentina si riapre con le dimissioni del presidente Gian Mario Mori, gli subentra Luciano Angelini, 39enne commerciante di stoffe. Gli unici acquisti di peso sono Vittore Erba e Maurizio Gaiardi, in panchina Pier Luigi Meciani, a novembre arriva l'attaccante Roberto Mandressi, ma la squadra fatica, dopo la battuta d'arresto di Treviso (2-0) il tecnico Pisano viene sostituito con Stefano Angeleri, anche con lui la musica non cambia, si infortuna seriamente Armando Mulinacci. A metà aprile altro ribaltone, la dirigenza esonera Stefano Angeleri, tocca a Sergio Montanari cercare una salvezza che avrebbe del miracoloso, arriva un buon finale di torneo con tre vittorie di fila, non basta però a mantenere la categoria, cinque squadre arrivano a 32 punti quart'ultime, la classifica avulsa condanna proprio il Piacenza alla Serie C2.
Nella Coppa Italia di Serie C il Piacenza disputa e vince il girone E qualificazione a quattro squadre, poi cede il passo alla Spal nel doppio turno dei sedicesimi di finale.

## Rosa
| N. |                   | Ruolo | Calciatore            |
| -- | ----------------- | ----- | --------------------- |
|    | Italia (bandiera) | D     | Carmine Caricola      |
|    | Italia (bandiera) | C     | Riccardo Cenci        |
|    | Italia (bandiera) | C     | Ivano Comba           |
|    | Italia (bandiera) | D     | Mauro Della Bianchina |
|    | Italia (bandiera) | C     | Vittore Erba          |
|    | Italia (bandiera) | A     | Alfio Filosofi        |
|    | Italia (bandiera) | C     | Maurizio Gaiardi      |
|    | Italia (bandiera) | D     | Maurizio Ghio         |
|    | Italia (bandiera) | D     | Andrea Maiani         |
|    | Italia (bandiera) | A     | Roberto Mandressi     |
|    | Italia (bandiera) | D     | Alberto Mariani       |

| N. |                   | Ruolo | Calciatore        |
| -- | ----------------- | ----- | ----------------- |
|    | Italia (bandiera) | A     | Armando Mulinacci |
|    | Italia (bandiera) | C     | Salvatore Mura    |
|    | Italia (bandiera) | A     | Luigi Panzetti    |
|    | Italia (bandiera) | D     | William Pederzoli |
|    | Italia (bandiera) | A     | Mario Pini        |
|    | Italia (bandiera) | C     | Paolo Rossi       |
|    | Italia (bandiera) | P     | Roberto Serena    |
|    | Italia (bandiera) | D     | Bassano Tonali    |
|    | Italia (bandiera) | C     | Antonio Tonini    |
|    | Italia (bandiera) | P     | Stefano Veneziani |
|    | Italia (bandiera) | C     | Giovanni Zanotti  |

## Risultati

### Campionato

#### Girone di andata
| Arbitro: | Greco (Lecce) |

|                         |           |             |
| Cenci 25’ Mulinacci 70’ | Marcatori | 14’ Tosetto |

| Arbitro: | Coppetelli (Tivoli) |

|             |           |  |
| Formoso 65’ | Marcatori |  |

| Arbitro: | Damiani (Ascoli Piceno) |

|         |           |                    |
| Erba 6’ | Marcatori | 30’ (rig.) De Poli |

| Arbitro: | Dalfovo (Trento) |

|                             |           |               |
| De Falco 4’ Ascagni 8’, 50’ | Marcatori | 80’ Pederzoli |

| Arbitro: | Tuveri (Cagliari) |

|            |           |  |
| Domini 46’ | Marcatori |  |

| Arbitro: | Falsetti (Roma) |

|  |           |                                           |
|  | Marcatori | 50’ Landi 65’ Bressani 75’ (rig.) Panizza |

| Arbitro: | Catania (Roma) |

|              |           |  |
| Luterotti 6’ | Marcatori |  |

| Arbitro: | Betti (Siena) |

|                    |           |  |
| Mandressi 58’, 90’ | Marcatori |  |

| Arbitro: | Baldas (Trieste) |

|                        |           |  |
| Mandressi 33’ Erba 49’ | Marcatori |  |

| Arbitro: | Marascia (Roma) |

|                            |           |  |
| Bergamaschi 15’ Rondon 85’ | Marcatori |  |

| Arbitro: | Laudato (Taranto) |

|                             |           |                   |
| Pederzoli 28’ Mulinacci 40’ | Marcatori | 78’, 88’ Cozzella |

| Parma 5 dicembre 1982 12ª giornata | Parma          | 0 – 0 | Piacenza | Stadio Ennio Tardini\| Arbitro: \| Mele (Bergamo) \| |
| Arbitro:                           | Mele (Bergamo) |       |          |                                                      |

| Piacenza 12 dicembre 1982 13ª giornata | Piacenza          | 0 – 0 | Rimini | Stadio Galleana\| Arbitro: \| Creati (Acireale) \| |
| Arbitro:                               | Creati (Acireale) |       |        |                                                    |

| Arbitro: | Bruni (Arezzo) |

|              |           |             |
| Caviglià 66’ | Marcatori | 1’ Filosofi |

| Piacenza 9 gennaio 1983 15ª giornata | Piacenza           | 0 – 0 | Forlì | Stadio Galleana\| Arbitro: \| Gabbrielli (Prato) \| |
| Arbitro:                             | Gabbrielli (Prato) |       |       |                                                     |

| Arbitro: | Falsetti (Roma) |

|           |           |               |
| Bardi 30’ | Marcatori | 38’ Mandressi |

| Arbitro: | Bin (Torino) |

|                           |           |                     |
| Mulinacci 29’ Zanotti 98’ | Marcatori | 70’ (rig.) Nicolini |

#### Girone di ritorno
| Arbitro: | Ongaro (Rovigo) |

|              |           |  |
| Gardiman 80’ | Marcatori |  |

| Arbitro: | Ramacci (Latina) |

|                         |           |                             |
| Tonali 65’ Filosofi 83’ | Marcatori | 12’ F. Marangon 85’ Formoso |

| Padova 13 febbraio 1983 20ª giornata | Padova              | 0 – 0 | Piacenza | Stadio Silvio Appiani\| Arbitro: \| Cerquoni (Macerata) \| |
| Arbitro:                             | Cerquoni (Macerata) |       |          |                                                            |

| Arbitro: | Cassi (Pisa) |

|                      |           |             |
| Mulinacci 10’ (rig.) | Marcatori | 44’ Ascagni |

| Arbitro: | Greco (Lecce) |

|                           |           |                 |
| Mulinacci 30’ Gaiardi 53’ | Marcatori | 85’ Gabriellini |

| Carrara 6 marzo 1983 23ª giornata | Carrarese         | 0 – 0 | Piacenza | Stadio dei Marmi\| Arbitro: \| Baroni (Macerata) \| |
| Arbitro:                          | Baroni (Macerata) |       |          |                                                     |

| Arbitro: | Novi (Pisa) |

|           |           |                                  |
| Cenci 44’ | Marcatori | 28’ (aut.) Tonali 60’ D'Agostino |

| Arbitro: | Agnelli (Siena) |

|              |           |  |
| Betz 1’, 59’ | Marcatori |  |

| Fano 2 aprile 1983 26ª giornata | Fano                | 0 – 0 | Piacenza | Stadio Borgo Metauro\| Arbitro: \| Amendolia (Messina) \| |
| Arbitro:                        | Amendolia (Messina) |       |          |                                                           |

| Piacenza 10 aprile 1983 27ª giornata | Piacenza          | 0 – 0 | Treviso | Stadio Galleana\| Arbitro: \| Basile (Siracusa) \| |
| Arbitro:                             | Basile (Siracusa) |       |         |                                                    |

| Arbitro: | Gabbrielli (Prato) |

|                                                 |           |                    |
| Salvioni 6’ Cozzella 26’ Gritti 46’, 85’ (rig.) | Marcatori | 57’, 86’ Mandressi |

| Arbitro: | Cerquoni (Macerata) |

|              |           |  |
| Filosofi 48’ | Marcatori |  |

| Arbitro: | Vecchiatini (Bologna) |

|                     |           |  |
| Buccilli 36’ (rig.) | Marcatori |  |

| Piacenza 15 maggio 1983 31ª giornata | Piacenza          | 0 – 0 | Mestre | Stadio Galleana\| Arbitro: \| Baroni (Macerata) \| |
| Arbitro:                             | Baroni (Macerata) |       |        |                                                    |

| Arbitro: | Fassari (Catania) |

|  |           |                    |
|  | Marcatori | 3’ (aut.) Andreoli |

| Arbitro: | Gava (Conegliano) |

|               |           |  |
| Mandressi 32’ | Marcatori |  |

| Arbitro: | Ramicone (Tivoli) |

|  |           |               |
|  | Marcatori | 72’ Pederzoli |

### Coppa Italia

#### Girone D
| Arbitro: | Mele (Bergamo) |

|               |           |             |
| Mulinacci 45’ | Marcatori | 6’ Brunetti |

| Arbitro: | Tarallo (Como) |

|             |           |               |
| Mujesan 22’ | Marcatori | 28’ Mulinacci |

| Arbitro: | Frigerio (Milano) |

|              |           |                         |
| E. Rossi 29’ | Marcatori | 34’ Mulinacci 75’ Cenci |

| Arbitro: | Valente (Monfalcone) |

|  |           |                    |
|  | Marcatori | 49’ Pini 80’ Cenci |

| Arbitro: | Tonon (Conegliano) |

|                                   |           |                               |
| Mulinacci 34’, 54’, 62’ Cenci 63’ | Marcatori | 56’ (rig.) Moneta 74’ Lainati |

| Arbitro: | Dall'Oca (Abbiategrasso) |

|           |           |             |
| Cenci 18’ | Marcatori | 33’ Magrini |

#### Sedicesimi di finale
| Arbitro: | Bin (Torino) |

|                  |           |                     |
| Cenci 19’ (rig.) | Marcatori | 33’ (rig.) Ferretti |

| Arbitro: | Calafiore (Brescia) |

|                                |           |  |
| Pavani 74’ Ferretti 80’ (rig.) | Marcatori |  |